# ウルピウス・コルネリウス・ラエリアヌス

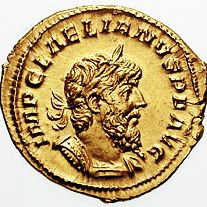
ウルピウス・コルネリウス・ラエリアヌスを型取った硬貨

ウルピウス・コルネリウス・ラエリアヌス（ラテン語: Ulpius Cornelius Laelianus、 ? - 269年）は、ガリア帝国の軍人である。

## 概要
ウルピウス・コルネリウス・ラエリアヌスについて、後述の反乱を起こすまでの経歴は分かっていない。269年2月ないしは3月にガリア帝国初代皇帝のマルクス・カッシアニウス・ラティニウス・ポストゥムスに対してモグンティアクム（現：マインツ）において反乱を起こし、自ら皇帝を僭称した。この時のラエリアヌスはゲルマニア・スペリオルのレガトゥスか第22軍団プリミゲニアの司令官であったと考えられている。
皇帝軍がモグンティアクムを包囲する中で2つのローマ軍団を率いて頑強に抵抗したが、269年6月の初旬ごろに自軍の兵士によって殺害されたとされる。なお、ラエリアヌスの殺害後、しばらくしてポストゥムスも自軍の兵士の反逆に遭って弑逆された。